# NGC 297
NGC 297 (ook wel PGC 3243) is een elliptisch sterrenstelsel in het sterrenbeeld walvis. NGC 297 staat op ongeveer 630 miljoen lichtjaar van de Aarde.
NGC 297 werd op 27 september 1864 ontdekt door de Duitse astronoom Albert Marth.